# Warren (Minnesota)
Warren ist eine Kleinstadt (mit dem Status „City“) und Verwaltungssitz des Marshall County im US-amerikanischen Bundesstaat Minnesota. Das U.S. Census Bureau hat bei der Volkszählung 2020 eine Einwohnerzahl von 1.605 ermittelt.

## Geografie
Warren liegt im Nordwesten Minnesotas auf 48°11′48″ nördlicher Breite und 96°46′22″ westlicher Länge. Die Stadt erstreckt sich über eine Fläche von 3,73 km².
Benachbarte Orte von Warren sind Argyle (16,3 km nordnordwestlich), Viking (29,8 km östlich) und Alvarado (16,9 km westlich).
Die nächstgelegenen größeren Städte sind Fargo in North Dakota (163 km südlich), Winnipeg in der kanadischen Provinz Manitoba (212 km nördlich), Duluth am Oberen See (436 km südöstlich) und Minneapolis (514 km südsüdöstlich).
Die Grenze zu Kanada befindet sich 102 km nördlich.

## Verkehr
Der in Nord-Süd-Richtung verlaufende U.S. Highway 75 kreuzt im Zentrum von Warren die Minnesota State Route 1. Alle weiteren Straßen sind untergeordnete Landstraßen, teils unbefestigte Fahrwege sowie innerörtliche Verbindungsstraßen.
Im Stadtgebiet von Warren kreuzt eine von Nord nach Süd führende Eisenbahnstrecke der BNSF Railway eine in West-Ost-Richtung verlaufende Strecke der Northern Plains Railroad.
Mit dem Warren Municipal Airport befindet sich 5 km westlich von Warren ein kleiner Regionalflugplatz. Die nächsten Großflughäfen sind der Winnipeg James Armstrong Richardson International Airport (214 km nördlich), der Hector International Airport in Fargo (159 km südlich) und der Minneapolis-Saint Paul International Airport (537 km südöstlich).

## Geschichte
Im Jahr 1879 wurde das heutige Stadtgebiet erstmals von Weißen besiedelt. Der Bau einer Eisenbahnstrecke der damaligen Great Northern Railway (heute BNSF Railway) führte zur Errichtung einer ständig besiedelten Ortschaft, die 1881 als Village of Warren inkorporiert wurde. Der Name ging auf einen Mitarbeiter der Bahngesellschaft zurück, der jedoch niemals die Stadt betreten hatte. Im selben Jahr wurde Warren auch Sitz der Verwaltung des Marshall County. Im Jahr 1882 änderte sich der Gemeindestatus in City of Warren.

## Demografische Daten
Nach der Volkszählung im Jahr 2010 lebten in Warren 1563 Menschen in 681 Haushalten. Die Bevölkerungsdichte betrug 419 Einwohner pro Quadratkilometer. In den 681 Haushalten lebten statistisch je 2,2 Personen.
Ethnisch betrachtet setzte sich die Bevölkerung zusammen aus 97,2 Prozent Weißen, 0,4 Prozent Afroamerikanern, 0,3 Prozent amerikanischen Ureinwohnern, 0,3 Prozent Asiaten sowie 1,2 Prozent aus anderen ethnischen Gruppen; 0,5 Prozent stammten von zwei oder mehr Ethnien ab. Unabhängig von der ethnischen Zugehörigkeit waren 2,6 Prozent der Bevölkerung spanischer oder lateinamerikanischer Abstammung.
23,2 Prozent der Bevölkerung waren unter 18 Jahre alt, 53,3 Prozent waren zwischen 18 und 64 und 23,5 Prozent waren 65 Jahre oder älter. 52,5 Prozent der Bevölkerung war weiblich.

Das mittlere jährliche Einkommen eines Haushalts lag bei 45.104 USD. Das Pro-Kopf-Einkommen betrug 21.881 USD. 14,3 Prozent der Einwohner lebten unterhalb der Armutsgrenze.